# Zbigniew Górny (Komponist)

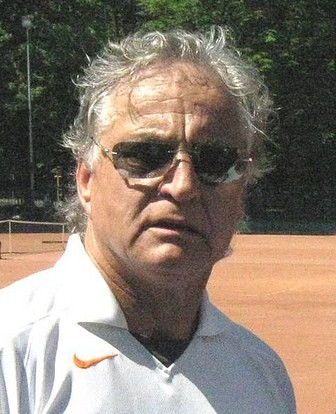
Zbigniew Górny, 2009

Zbigniew Stefan Górny (* 6. März 1948 in Posen) ist ein polnischer Komponist und Dirigent.
Górny besuchte bis 1968 das Musikgymnasium, studierte bis 1973 Musikpädagogik an der Musikakademie Posen und anschließend zwei Jahre Dirigieren. Seit 1970 wirkte er an Programmen des Kabaretts Tey mit. 1973 wurde er Musikdirektor der Estrada Poznańska und des Teatr Nowy. Von 1976 bis 1991 war er Direktor und Dirigent des PRiTV-Orchesters in Posen. Seitdem leitet er das eigene Górny Orchestra und die Górny Productions.
Neben Instrumentalstücken und über zweihundert Liedern komponierte Górny Zahlreiche Schauspielmusiken sowie die Filmmusiken zu fast allen Filmen Wojciech Wójciks, zu Janusz Kidawas Magiczne ognie und Andrzej Wajdas Der Ring mit dem gekrönten Adler (Pierscionek z orlem w koronie). Er war Urheber und Coautor der 1995 beim Fernsehsender TVP2 produzierten Sendung Gala Piosenki Biesiadnej, die auf Grund ihres Erfolges mehrere Fortsetzung fand, sowie der Ende der 1990er Jahre ebenfalls auf TVP2 gestarteten Sendereihe Co nam w duszy gra? Ideengeber war er auch für Sendungen wie Jubileusz Tercetu czyli Kwartetu, Nieznany życiorys Jacka Wójcickiego, Śpiewnik Polaka und der Reihe Imiennik Dwójki. Er wurde u. a. mit dem Goldenen Verdienstkreuz der Republik Polen, den Ehrenabzeichen der Städte Posen, Opole und Konin und der Medaille Ad Perpetuam Rei Memoriam ausgezeichnet.